# Paral·lel 78° sud
El paral·lel 78° sud és una línia de latitud que es troba a 78 graus sud de la línia equatorial terrestre. Travessa l'oceà Antàrtic i l'Antàrtida.

## Geografia
En el sistema geodèsic WGS84, al nivell de 78° de latitud sud, un grau de longitud equival a 23,219 km; la longitud total del paral·lel és de 8.359 km, que és aproximadament 21,0% de la de l'equador, del que es troba a 8.662 km i a 1.340 km del pol Sud

## Arreu del món
A partir del Meridià de Greenwich i cap a l'est, el paral·lel 78° sud passa per: 
| Coordenades                               | País. Territori o mar | Notes |
| ----------------------------------------- | --------------------- | --- |
| 78° 0′ S, 0° 0′ E / 78.000°S,0.000°E      | Antàrtida             | Terra de la Reina Maud, reclamat per Noruega · Territori Antàrtic Australià, reclamat per Austràlia · Terra Adèlia, reclamat per França · Territori Antàrtic Australià, reclamat per Austràlia · Dependència de Ross, reclamat per Nova Zelanda                                                                                                   |
| 78° 0′ S, 177° 42′ E / 78.000°S,177.700°E | Oceà Antàrtic         | Mar de Ross |
| 78° 0′ S, 160° 26′ O / 78.000°S,160.433°O | Antàrtida             | Dependència de Ross, reclamat per Nova Zelanda · Territori no reclamat · Antàrtida Xilena, reclamat per Xile · Territori reclamat per Xile i Regne Unit (reclamacions sobreposades) · Territori reclamat per Argentina, Xile i Regne Unit (reclamacions sobreposades) · Territori reclamat per Argentina i Regne Unit (reclamacions sobreposades) |
| 78° 0′ S, 45° 44′ O / 78.000°S,45.733°O   | Oceà Antàrtic         | Mar de Weddell |
| 78° 0′ S, 42° 7′ O / 78.000°S,42.117°O    | Antàrtida             | Territori reclamat per Argentina i Regne Unit (reclamacions sobreposades) · Territori Antàrtic Britànic, reclamat per Regne Unit · Terra de la Reina Maud, reclamat per Noruega |